# 초성퀴즈
초성퀴즈(初聲Quiz) 혹은 자음퀴즈(子音Quiz)는 한글을 이용한 놀이 중 하나로, 어떤 단어의 초성만을 알려주고 그 단어를 알아맞히는 놀이이다. 예를 들어, 정답이 ‘위키백과’인 경우는 문제를 ‘ㅇㅋㅂㄱ’으로 내는 식이다. 또한, 풀이를 쉽게 하기 위해 어떤 주제(예: 영화 제목-ㅂㅌㅁ : 배트맨)를 제시하는 식으로 힌트를 주기도 하며, 경우에 따라서는 정답이 둘 이상(예: 가족-ㅇㅃ : 아빠, 오빠)일 수도 있다.

## 예시
| 힌트                     | 문제         | 정답           |
| ------------------------ | ------------ | -------------- |
| 대한민국의 지명          | ㅅㅇㅌㅂㅅ   | 서울특별시     |
| 대한민국의 음악 그룹     | ㅂㅌㅅㄴㄷ   | 방탄소년단     |
| 만화 제목                | ㅉㄱㄴㅁㅁㄹ | 짱구는 못말려  |
| 아케이드 게임 제목       | ㅁㅌㅅㄹㄱ   | 메탈슬러그     |
| 강원도의 지명 (복수정답) | ㅅㅊㅅ       | 삼척시, 속초시 |
| 동요                     | ㄴㅇㅋㄹㅂ   | 네잎클로버     |

## 같이 보기
- 초성체